# دائرة الحامة
دائرة الحامة هي إحدى دوائر ولاية خنشلة الجزائرية.